# 侯英
侯英（1430年—？），字世傑，號易簡齋，直隸大名府開州人，明朝政治人物。

## 生平
順天鄉試第十五名舉人，天順四年（1460年）中式庚辰科會試第三十名，三甲第三十三名進士。任廣西右布政使，弘治三年（1490年）三月任都察院右副都御史、巡撫河南，同年九月因考察孝穆紀太后宗支失實，謫四川按察司副使。

## 家族
曾祖侯貴；祖父侯隆，贈監察御史；父侯春，浙江按察司副使。